# Nancy Fish
Nancy Gayle Fish (Spokane, 16 marzo 1938) è un'attrice statunitense.

## Biografia
Divorziata dal produttore cinematografico Ralph Harper Silver, ha avuto da lui due figli, tra cui l'attrice Natasha Silver.

## Filmografia

### Cinema
- Funnyfish, regia di John Korty (1967)
- Una squillo per quattro svitati (Steelyard blues), regia di Alan Myerson (1973)
- American Graffiti 2, regia di Bill L. Norton (1979)
- Cardiac Arrest, regia di Murray Mintz (1980)
- Triade chiama Canale 6 (An Eye for an Eye), regia di Steve Carver (1981)
- Spara alla luna (Shoot the Moon), regia di Alan Parker (1982)
- Twice Upon a Time, regia di John Korty (1983)
- Coraggio... fatti ammazzare (Sudden Impact), regia di Clint Eastwood (1983)
- Il bunker del terrore (Massive Retaliation), regia di Thomas A. Cohen (1984)
- Birdy - Le ali della libertà (Birdy), regia di Alan Parker (1984)
- Colpi di luce (Light Blast), regia di Enzo G. Castellari (1985)
- Howard e il destino del mondo (Howard the Duck), regia di Willard Huyck (1986)
- Candy Mountain, regia di Robert Frank e Rudy Wurlitzer (1987)
- Hiding Out, regia di Bob Giraldi (1987)
- Congiunzione di due lune (Two Moon Junction), regia di Zalman King (1988)
- Wildfire - All'improvviso un maledetto amore, (Wildfire) regia di Zalman King (1988)
- In campeggio a Beverly Hills (Troop Beverly Hills), regia di Jeff Kanew (1989)
- Il ritorno di Brian (Cutting Class), regia di Rospo Pallenberg (1989)
- I favolosi Baker (The Fabulous Baker Boys), regia di Steve Kloves (1989)
- L'esorcista III (The Exorcist III), regia di William Peter Blatty (1990)
- A letto con il nemico (Sleeping with the Enemy), regia di Joseph Ruben (1991)
- Beethoven, regia di Brian Levant (1992)
- La morte ti fa bella (Death Becomes Her), regia di Robert Zemeckis (1992)
- Un labirinto pieno di guai (Nervous Ticks), regia di Rocky Lang (1992)
- Dr. Giggles, regia di Manny Coto (1992)
- Killer machine (Ghost in the Machine), regia di  Rachel Talalay (1993)
- Reflections on a Crime, regia di Jon Purdy (1994)
- The Mask, regia di Chuck Russell (1994)
- Merchants of Venus, regia di Len Richmond (1998)
- Conflitto fatale (The Givin Tree), regia di Cameron Thor (2000)
- New Suit, regia di François Velle (2002)
- Kiss Kiss Bang Bang, regia di Shane Black (2005)
- Surfer, Dude, regia di S.R. Bindler (2008)

### Televisione
- General Hospital (1963)
- I Monkees (The Monkees) (1967)
- Un giustiziere a New York (The Equalizer) (1987) - Film TV
- Quando morire (Right to Die) (1987) - Film TV
- Ci siamo anche noi (Student Exchange) (1987) - Film TV
- Segni particolari: genio (Head of the Class) (1988)
- Blue Jeans (The Wonder Years) (1988)
- Le notti del lupo (Werewolf) (1988)
- CBS Summer Playhouse (1988)
- Pappa e ciccia (Roseanne) (1988-1989)
- Una trappola per Jeffrey (Parent Trap III) (1989) - Film TV
- In famiglia e con gli amici (Thirtysomething) (1989)
- Passione mortale (Dangerous Passion) (1990) - Film TV
- Hardball (1990)
- I racconti della cripta (Tales from the Crypt) (1991)
- Oltre il ponte (Brooklyn Bridge) (1991-1992)
- Martin (1993)
- Indagini pericolose (Bodies of Evidence) (1993)
- Torch Song (1993)
- Il sospettato (Caught in the Act) (1993) - Film TV
- Murphy Brown (1994)
- Platypus Man (1995)
- Innamorati pazzi (Mad About You) (1996)
- The Drew Carey Show (1996)
- NewsRadio (1996)
- Ink (1997)
- X-Files (1997)
- Ultime dal cielo (Early Edition) (1998)
- CSI - Scena del crimine (CSI: Crime Scene Investigation) (2000)
- NYPD - New York Police Department (NYPD Blue) (2002)

## Doppiatrici italiane
Nelle versioni in italiano delle opere in cui ha recitato, Nancy Fish è stata doppiata da:
- Paola Giannetti in CSI - Scena del crimine, X-Files
- Maria Fiore in A letto con il nemico
- Loretta Stoppa ne La morte ti fa bella